# 热罗姆·克里斯特
热罗姆·克里斯特（法語：Jérôme Christ，1938年4月4日—），法国篮球运动员。他曾代表法国参加1960年夏季奥运会男子篮球比赛，最终获得第十名。他也曾在1959年欧洲篮球锦标赛上获得铜牌。